# Softengine
Softengine – fiński zespół muzyczny, grający rocka alternatywnego i indie pop, założony w 2011 roku, reprezentant Finlandii w 59. Konkursie Piosenki Eurowizji (2014).

## Historia zespołu

### Formowanie się zespołu
Zespół został założony latem 2011 roku w Seinäjoki w wiejskim domku dziadków Topiego Latukki, piosenkarza, gitarzysty i autora piosenek. Ostateczny skład formacji powstał latem 2013 roku.

### Od 2014: Konkurs Piosenki Eurowizji
W grudniu 2013 roku muzycy zostali jednymi z dwunastu uczestników krajowych eliminacji eurowizyjnych Uuden Musiikin Kilpailu 2014, do których zgłosili się z utworem „Something Better”. W styczniu 2014 roku wzięli udział w półfinale selekcji i z pierwszego miejsca zakwalifikowali się do finału. Wygrali go, zdobywając największe poparcie jurorów i telewidzów (28,28% głosów), dzięki czemu zostali ogłoszeni reprezentantami Finlandii w 59. Konkursie Piosenki Eurowizji, organizowanym w Kopenhadze. 8 maja wystąpili w drugim półfinale konkursu i zakwalifikowali się z trzeciego miejsca do finału. Zajęli w nim jedenaste miejsce z 72 punktami na koncie.

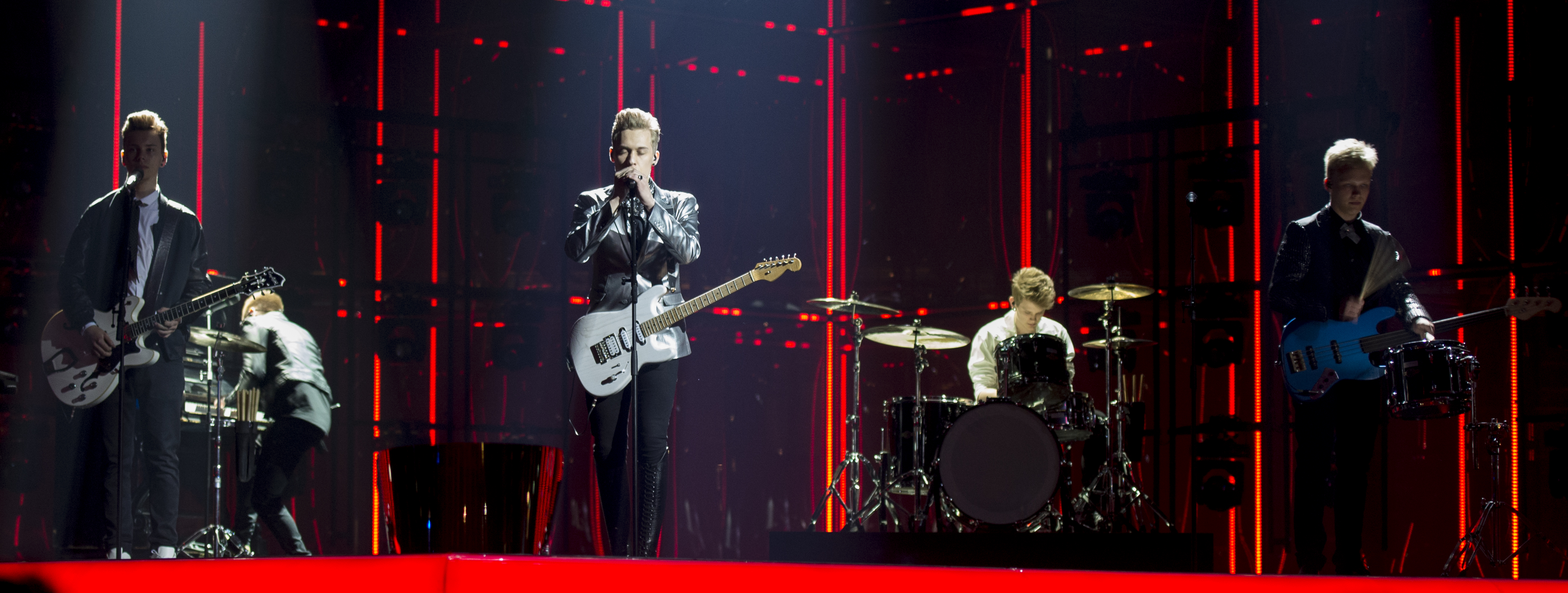
Softengine podczas prób do występu w 59. Konkursie Piosenki Eurowizji, maj 2014

W czerwcu wydali singiel „Yellow House”. We wrześniu z zespołu odszedł basista Eero Keskinen, który zdecydował się skupić na karierze technika oświetlenia. 3 października zespół wydany debiutancki album studyjny, zatytułowany We Created the World. Album promowany był m.in. przez singiel „The Sirens”, który ukazał się w dniu premiery płyty. Album zadebiutował na siódmym miejscu krajowej listy najczęściej kupowanych płyt. W grudniu muzycy wydali drugi singiel z płyty – „What If I?”, do którego zrealizowali teledysk.
28 lutego 2015 roku wystąpili gościnnie w finale konkursu Uuden Musiikin Kilpailu, wykonując akustyczną wersję utworu „Something Better” oraz piosenkę „The Sirens”. 17 czerwca wydali utwór „All About You & I”, do którego zrealizowali teledysk. W listopadzie zaprezentowali piosenkę „Big Fat Bass Drums”. 
12 sierpnia 2016 roku wydali singiel „Free Rider”. W tymże roku odbyli ogólnokrajową trasę koncertową. 19 stycznia 2017 roku wypuścili teledysk do piosenki „She Is My Messiah”, zawierający zapis filmowy z kilku koncertów oraz nagrania zakulisowe. W maju ogłosili, że z zespołu odszedł Henri Oskár, który skupił się na solowej twórczości.

## Inspiracje muzyczne
Wśród swoich muzycznych inspiracji wymieniają twórczość zespołów muzycznych, takich jak Muse czy 30 Seconds to Mars.

## Dyskografia

### Albumy studyjne
- We Created the World (2014)